# 拓跋素
拓跋素（？—462年10月23日），又名素连，鲜卑名□□连戊烈，拥有直勤头衔，是追尊魏昭成帝拓跋什翼犍曾孙，常山王拓跋遵之子，北魏宗室、官员。

## 生平

### 早年
拓跋素是魏明元帝拓跋嗣母亲刘贵人的姐妹所生，因此受到特别的亲近庞幸。拓跋素年轻时被引入担任内侍，屡次担任显要官职，获赐爵南安公，出任外都大官。天赐六年（409年）八月，卫王拓跋仪被杀后，魏道武帝拓跋珪想要增加宗族亲属的感情，诏令诸王子弟入宫饮宴。拓跋素等三十多人都认为牵连到拓跋仪的案件，怀疑畏惧，都出城逃跑，将要投奔柔然，只有陈留王拓跋崇独自前往宫中。魏道武帝见拓跋崇非常高兴，优厚的加以恩待赏赐，就宠信尊敬他，拓跋素等人于是安心下来。

### 恢复爵位
始光三年夏五月辛卯（426年7月3日），拓跋素恢复常山王的爵位。

### 讨伐休屠
休屠郁原等叛乱，拓跋素前往讨伐，斩杀部落首领，将一千多家迁徙到涿鹿南边，设立平原郡来安置他们。

### 西征后秦
始光四年（427年）四月，魏太武帝拓跋焘想要偷袭统万城，于是挑选训练士兵，分派各路将领，命令司徒长孙翰、廷尉长孙道生、宗正娥清率领三万骑兵为前锋，常山王拓跋素、太仆丘堆、将军拓跋太毗率领三万步兵为后继，南阳王拓跋伏真、执金吾桓贷、将军姚黄眉率领三万步兵输送攻城器具，将军贺多罗率领精锐骑兵三千担任侦查前锋。攻取统万城后，魏太武帝于始光四年六月辛酉（427年7月28日）班师回朝，因为拓跋素声威怀柔的谋略，魏太武帝任命拓跋素为假节、征西大将军，与执金吾桓贷、莫云镇守统万镇。

### 讨伐金当川
延和三年，上郡休屠金当川起兵叛乱，三月，金当川率领部众在阴密围困了北魏西川侯彭文晖。夏四月乙未（434年5月26日），拓跋素接受诏令前往讨伐金当川。

### 西征北凉
太延五年，魏太武帝拓跋焘亲征北凉，秋七月己巳（439年8月2日），北魏军队抵达上郡属国城，大宴群臣，练习骑马射箭。七月壬午（439年8月15日），北魏留下车辆物资，分别部署各路军队，以抚军大将军、永昌王拓跋健和尚书令、钜鹿公刘洁都督各路军队，与常山王拓跋素分兵两路同时进军担任前锋，骠骑大将军、乐平王拓跋丕和太宰、阳平王杜超都督平涼、鄜城各路军队为后续部队。

### 晚年
拓跋素之后又出任内都大官。魏文成帝拓跋濬即位，一意崇尚减轻缓征赋税，罢除各种杂调。有关部门上奏国家用度不足，一再请求恢复旧有的税额，只有拓跋素说：“臣听说‘百姓不充足，君主与谁充足？'”魏文成帝称赞并听从了拓跋素的意见。兴光元年（454年）七月，魏文成帝的长子拓跋弘出生，魏文成帝诏令群臣商议确定皇子的名字，拓跋素和司徒陆丽商议说：“古代帝王起名，格式有五种：有信实，有德义，有物象，有假借，有仿照父名。陛下处于盛大光明的国运中，顺应昌乐发达的气数，诞生了皇子，应该以德义命名。”魏文成帝遵从了。拓跋素是北魏宗室中有德行之人，年纪又大，魏文成帝每次将他接进宫，都向他询问治国政事，拓跋素执意推辞称有病回到私人宅邸。拓跋素一向性格端方正直，任官五十年始终如一，当时的舆论称赞他的贤能。和平二年，魏文成帝拓跋濬南巡，从定州前往邺城，三月丁巳朔（461年3月27日），魏文成帝在灵丘亲自射箭越过山峰，征西将军、常山王拓跋素跟随参与了这次南巡。和平三年九月壬辰（462年10月23日），拓跋素去世，谥號康，陪葬金陵，在庙廷配祭。

## 家庭

### 王妃
- 赫连氏，夏武烈帝赫连勃勃之女，赫连昌的妹妹[1]

### 儿子
- 拓跋可悉陵，北魏中军都将、暨阳子
- 拓跋陪斤，北魏常山简王
- 拓跋忠，北魏侍中、镇西将军、右仆射、城阳宣公
- 元德，北魏镇南将军、河间简公
- 元赞，北魏卫将军、左仆射、晋阳肃伯
- 拓跋贷敦，北魏内三郎[19][20]
- 元菩萨，北魏赵郡王
- 元淑，北魏使持节、平北将军、肆朔燕三州刺史，都督柔玄御夷怀荒三镇二道诸军事、平城镇将